# Macrospora
Macrospora is een geslacht van schimmels behorend tot de familie Pleosporaceae. De typesoort is Macrospora scirpicola. Later is deze soort overgeheveld naar het geslacht Pleospora als Pleospora scirpicola.

## Soorten
Volgens Index Fungorum bevat het geslacht drie soorten (peildatum maart 2023):
| Soortnaam                 | Auteur(s)                   | Publicatiejaar |
| ------------------------- | --------------------------- | -------------- |
| Macrospora scirpinfestans | E.G. Simmons & D.A. Johnson | 2002           |
| Macrospora scirpivora     | E.G. Simmons & D.A. Johnson | 2002           |